# Košarkaški klub Škrljevo
Il K.K. Škrljevo, conosciuta per motivi di sponsor come Adria Oil Škrljevo, è una squadra di pallacanestro croata della città di Škrljevo.